# Pizzica-scherma

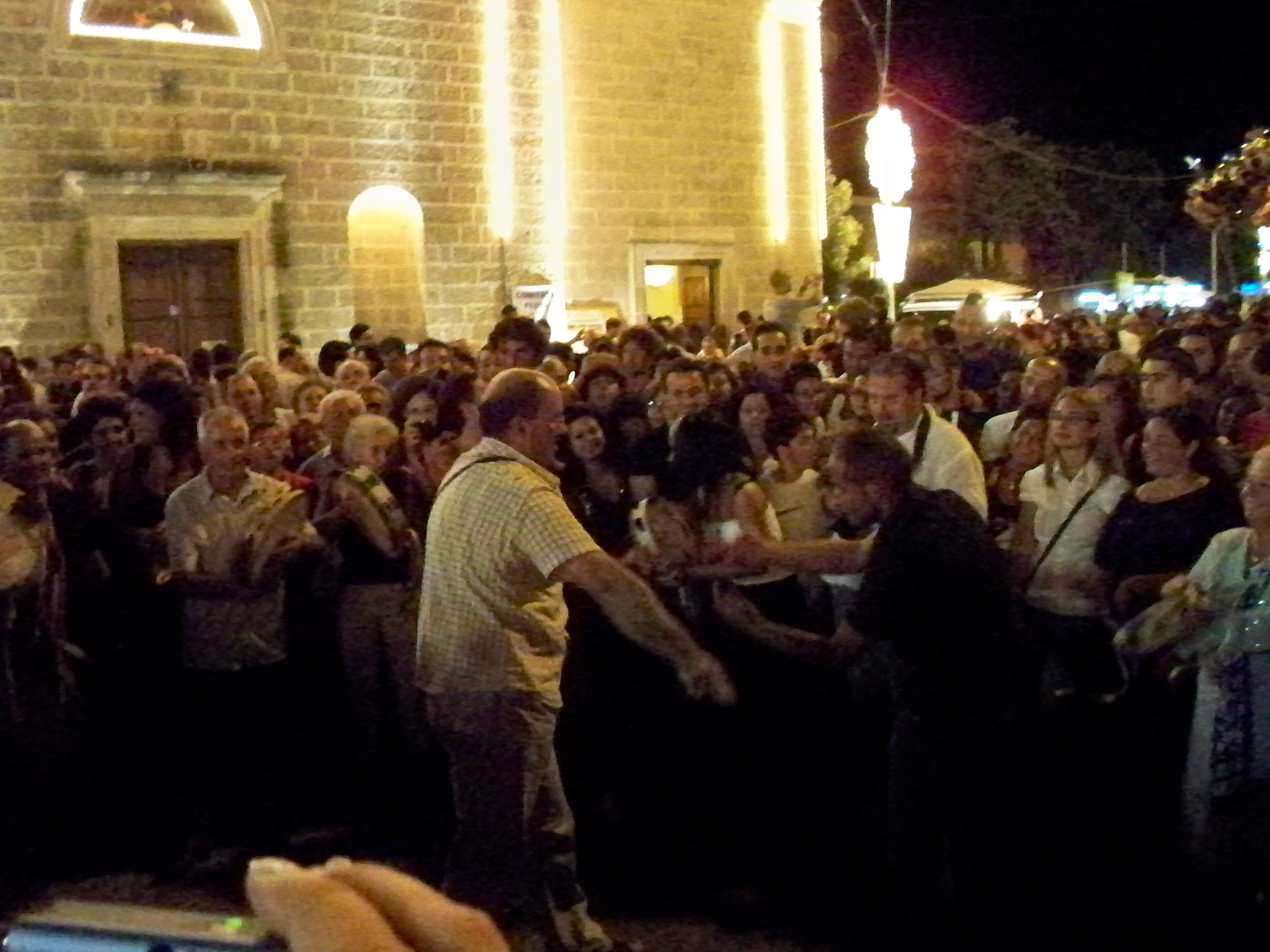
La danza delle spade a Torrepaduli

La pizzica-scherma (erroneamente nota come danza delle spade) è una danza tradizionale del Salento, nella quale si mima un combattimento con i coltelli usando semplicemente le dita della mano nuda; è dunque un tipo particolare di pizzica eseguito esclusivamente fra uomini che sostituisce il tema ludico con quello della sfida e del combattimento. Questa particolare forma di danza non è di libero accesso ma, essendo legata per tradizione prevalentemente ad ambienti malavitosi (il carcere era un tempo la "palestra" più frequente), bisognava essere iniziati al ballo da persone già preparate ed essere presentati pubblicamente da un "compare" che fungeva da garante.
Nella danza partecipano due uomini (più rara è la scherma a tre), che mimano un duello di scherma usando le mani, al ritmo ripetitivo e quasi ossessivo dei tamburelli suonati dai musicisti, che si dispongono in cerchio (ronda).
Nel Salento leccese ancora oggi è possibile assistere all'esecuzione della pizzica scherma o schermata, poiché legata alla tradizione di San Rocco, nella località di Torrepaduli (nel comune di Ruffano), nella notte tra 15 e il 16 agosto, vigilia della festività del santo. Si possono per l'occasione vedere due stili esecutivi diversi, uno "leccese" e l'altro "zingaro". Entrambi sono repertori ricchi di un complesso dizionario gestuale codificato e noto solo agli adepti.